# 1520年
| 千纪： | 2千纪 |
| 世纪： | 15世纪 \| 16世纪 \| 17世纪                                                                                 |
| 年代： | 1490年代 \| 1500年代 \| 1510年代 \| 1520年代 \| 1530年代 \| 1540年代 \| 1550年代                           |
| 年份： | 1515年 \| 1516年 \| 1517年 \| 1518年 \| 1519年 \| 1520年 \| 1521年 \| 1522年 \| 1523年 \| 1524年 \| 1525年 |
| 纪年： | 庚辰年（龙年）；明正德十五年；段鋹大順平定元年；越南光紹五年；陳㫒宣和五年；日本永正十七年                 |

## 大事记
- 4月16日——公社暴动：卡斯蒂利亚王国托莱多市民起事反抗佛兰芒出生的国王卡洛斯一世（神圣罗马帝国皇帝卡尔五世）统治，夺取共治女王胡安娜一世的囚禁地托德西亚斯，意图拥立胡安娜为唯一君主。
- 6月15日——羅馬教宗發表詔書焚燒馬丁·路德的一切書籍。
- 9月30日——奥斯曼帝国苏丹苏莱曼一世（苏莱曼大帝）登基。
- 10月21日——葡萄牙航海家麥哲倫率船隊首次駛入南美洲南端溝通大西洋和太平洋的海峽，後來此一海峽即以其名命名。
- 11月4日——克里斯蒂安二世加冕為瑞典國王。
- 11月7日——斯德哥爾摩慘案，以卡爾馬聯合的形式統治丹麥、挪威和瑞典三國的國王克里斯蒂安二世鎮壓瑞典的反抗活動，下令處死以斯圖雷為首反聯盟的貴族和神職人員。
- 11月28日——麥哲倫的船隊成功通過麥哲倫海峽，首次進入太平洋。
- 12月5日——皇室军收复托德西亚斯，胡安娜女王与暴动者失去联系并被重新关押。
- 西班牙入侵阿兹特克。

## 逝世
- 7月1日——阿茲特克的蒙特蘇馬二世在一場暴動中死去